# 毛曉彤
毛曉彤（1988年2月16日—），中國女演員，畢業於中央戲劇學院。因2012年出演《天涯明月刀》中的「南宫翎」以及2014年出演《神鵰俠侶》中的「郭芙」而備受注目。2016年，出演《微微一笑很傾城》中的「趙二喜」以及《錦繡未央》中的「李常茹」，則讓其知名度大增。

## 感情生活
2015年，毛曉彤與藝人陳翔因拍攝《淑女之家》及《神鵰俠侶》結緣相戀，其後二人被拍到同返陳翔家。同年9月2日，陳翔發微博「很高興認識你 @毛曉彤」，曬甜蜜牽手照，隨後毛曉彤也轉發寫道「請多指教。」，二人承認戀情。
2017年10月1日，毛曉彤在微博上發文「從沒想像過這一幕會出現在我眼前」引發網友揣測。
10月5日，陳翔透過微博發文「感情之初由我而起，作為男人，是我沒有保護好曉彤，讓她在這段感情裡受到了諸多傷害，萬分歉意。」正式宣告與毛曉彤分手。對於分手原因，毛曉彤不願多談，僅表示「另有隱情」，引起外界揣測。
事後，網友公開監視器影片，日期是2017年10月1日，凌晨三點多陳翔帶著藝人江鎧同回家，沒多久毛曉彤也回到住處，之後江鎧同先離開，毛曉彤則連夜搬出，影片隨即遭熱議是「陳翔劈腿影片」，不少人推測毛曉彤「捉姦在床」，二人因而分手。

## 影视作品

### 电视剧
| 首播年份 | 剧名                 | 角色          | 备注                 |
| 2010年   | 《女神捕》           | 柳兒          |                      |
| 2011年   | 《傻春》             | 趙素不(少年)  | [ 2 ]                |
| 2011年   | 《叶落长安》         | 白牡丹        |                      |
| 2011年   | 《母子情仇》         | 董淼淼        | 又名:匪娘/猛虎突击队 |
| 2011年   | 《後宮甄嬛傳》       | 瑛貴人        |                      |
| 2012年   | 《天涯明月刀》       | 南宮翎        |                      |
| 2012年   | 《詠春傳奇》         | 程書瑤        |                      |
| 2013年   | 《代號九耳犬》       | 徐萌萌        |                      |
| 2013年   | 《天龍八部》         | 鐘靈          |                      |
| 2014年   | 《宫锁连城》         | 春喜          | 客串                 |
| 2014年   | 《淑女之家》         | 曾凌戈        |                      |
| 2014年   | 《刀客家族的女人》   | 明月          |                      |
| 2014年   | 《爱情回来了》       | 包念念        |                      |
| 2014年   | 《雪豹堅強歲月》     | 萧雅          |                      |
| 2014年   | 《神鵰俠侶》         | 郭芙          |                      |
| 2015年   | 《大汉情缘之云中歌》 | 上官小妹      |                      |
| 2015年   | 《乌鸦嘴妙女郎》     | 贝丽丽        |                      |
| 2015年   | 《金牌红娘2》        | 金玲珑        | 网絡剧               |
| 2016年   | 《微微一笑很倾城》   | 趙二喜        |                      |
| 2016年   | 《锦绣未央》         | 李常茹        |                      |
| 2017年   | 《不得不爱》         | 姚瑶          | 網絡劇               |
| 2017年   | 《美味奇缘》         | 宋佳茗        |                      |
| 2019年   | 《我的机器人男友》   | 蒋梦言        |                      |
| 2019年   | 《谁的青春不叛逆》   | 唐诗          |                      |
| 2020年   | 《重启之极海听雷》   | 白昊天        | 網絡劇               |
| 2020年   | 《二十不惑》         | 钟晓芹        | 第40集出現           |
| 2020年   | 《三十而已》         | 钟晓芹        |                      |
| 2021年   | 《喬家的兒女》       | 喬三麗        |                      |
| 2021年   | 《埃博拉前线》       | 何歡          |                      |
| 2023年   | 《心想事成》         | 孫想          |                      |
| 2023年   | 《云襄传》           | 舒亚男/寇蓮衣 | 網絡劇               |
| 2023年   | 《问心》             | 方筱然        |                      |
| 2024年   | 《庆余年2》          | 北齐大公主    |                      |
| 待播     | 《霍去病》           | 蓁娥          |                      |
| 待播     | 《余生有涯》         | 叶思北        |                      |
| 待播     | 《云襄传之将进酒》   | 寇蓮衣        |                      |
| 待播     | 《乌蒙深处》         |               |                      |
| 待播     | 《奇迹》             | 梁莹          |                      |

### 电影
| 上映年份 | 电影名               | 角色   |
| 2012年   | 《少女時代》         | 安娜   |
| 2015年   | 《我是奋青》         | 苏昰   |
| 2021年   | 《以年为单位的恋爱》 | 陆鹿珊 |
| 待上映   | 《醉＋拍档》         | 女交警 |

### 微電影
- 2012年10月18日 蛻變:柒   飾:什錦
- 2014年，這一刻，愛吧2014終極版 飾 王语欣

## 奖项
| 年份   | 頒獎典禮                 | 獎項                                  | 作品          | 結果 |
| 2012年 | 第三屆樂視影視盛典       | 電視劇最佳新人                        | 天涯明月刀    | 提名 |
| 2016年 | 2016國劇盛典             | 螢幕魅力演員                          | 錦繡未央      | 獲獎 |
| 2020年 | 第七屆中國電視好演員獎   | 中國電視好演員優秀演員 （綠組女演員） |               | 獲獎 |
| 2020年 | 2020國劇盛典             | 年度創造力女演員                      | 三十而已      | 獲獎 |
| 2020年 | 2020騰訊視頻星光大賞     | 年度突破電視劇演員                    | 三十而已      | 獲獎 |
| 2020年 | 第29屆華鼎獎             | 中國當代題材電視劇最佳女演員          | 三十而已      | 獲獎 |
| 2020年 | 第29屆華鼎獎             | 全國十佳電視劇演員                    | 三十而已      | 獲獎 |
| 2020年 | 第29屆華鼎獎             | 全國觀眾最喜愛十佳演員                | 三十而已      | 獲獎 |
| 2021年 | 2020微博之夜             | 微博年度進取藝人                      |               | 獲獎 |
| 2021年 | 2021中國電視劇品質盛典   | 受微博關注女演員                      | 三十而已      | 獲獎 |
| 2021年 | 2021中國電視劇品質盛典   | 品質風雲組合                          | 三十而已      | 獲獎 |
| 2021年 | 第27屆上海電視節白玉蘭獎 | 最佳女配角                            | 三十而已      | 提名 |
| 2021年 | 第32屆華鼎獎             | 中國當代題材電視劇最佳女演員          | 喬家的兒女    | 提名 |
| 2022年 | 2022微博電影之夜         | 年度進取演員                          |               | 獲獎 |
| 2022年 | 2022微博視界大會         | 年度期待演員                          |               | 獲獎 |
| 2023年 | 2022微博之夜             | 微博年度飛躍演員                      |               | 獲獎 |
| 2023年 | 2023國劇盛典             | 年度優秀演員                          | 心想事成 問心 | 獲獎 |
| 2023年 | 2023騰訊娛樂白皮書       | 年度電視劇觀眾喜愛女演員              |               | 獲獎 |
| 2023年 | 2023搜狐時尚盛典         | 年度國劇女演員                        | 問心          | 獲獎 |
| 2024年 | 第二屆中國電視劇年度盛典 | 年度突破女演員獎                      | 心想事成 問心 | 獲獎 |